# Prieuré hospitalier de Rome
Le prieuré hospitalier de Rome est un édifice médiéval de Rome, situé sur le forum d'Auguste. Depuis 1946 il est affecté à nouveau à l'ordre souverain de Malte, auquel ses créateurs, les Hospitaliers de l'ordre de Saint-Jean de Jérusalem, appartenaient depuis le XIIIe siècle.

## Histoire

### Monastère des Basiliani

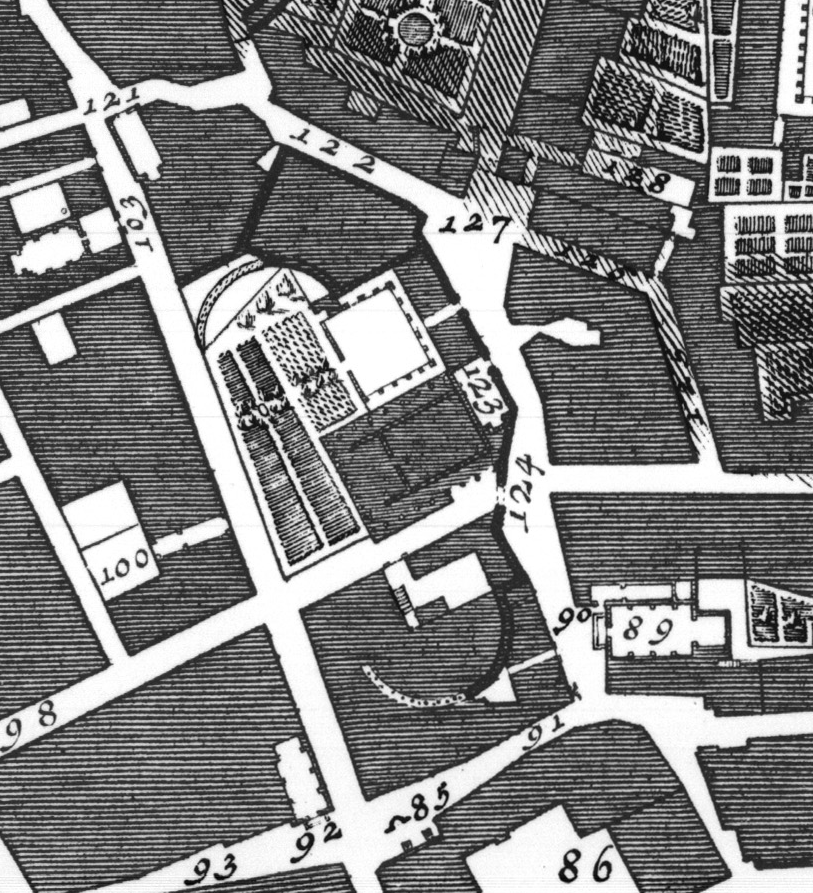
La Maison des Chevaliers de Rhodes, et le couvent des dominicains sur le site du Forum d'Auguste (Nolli, 1748).

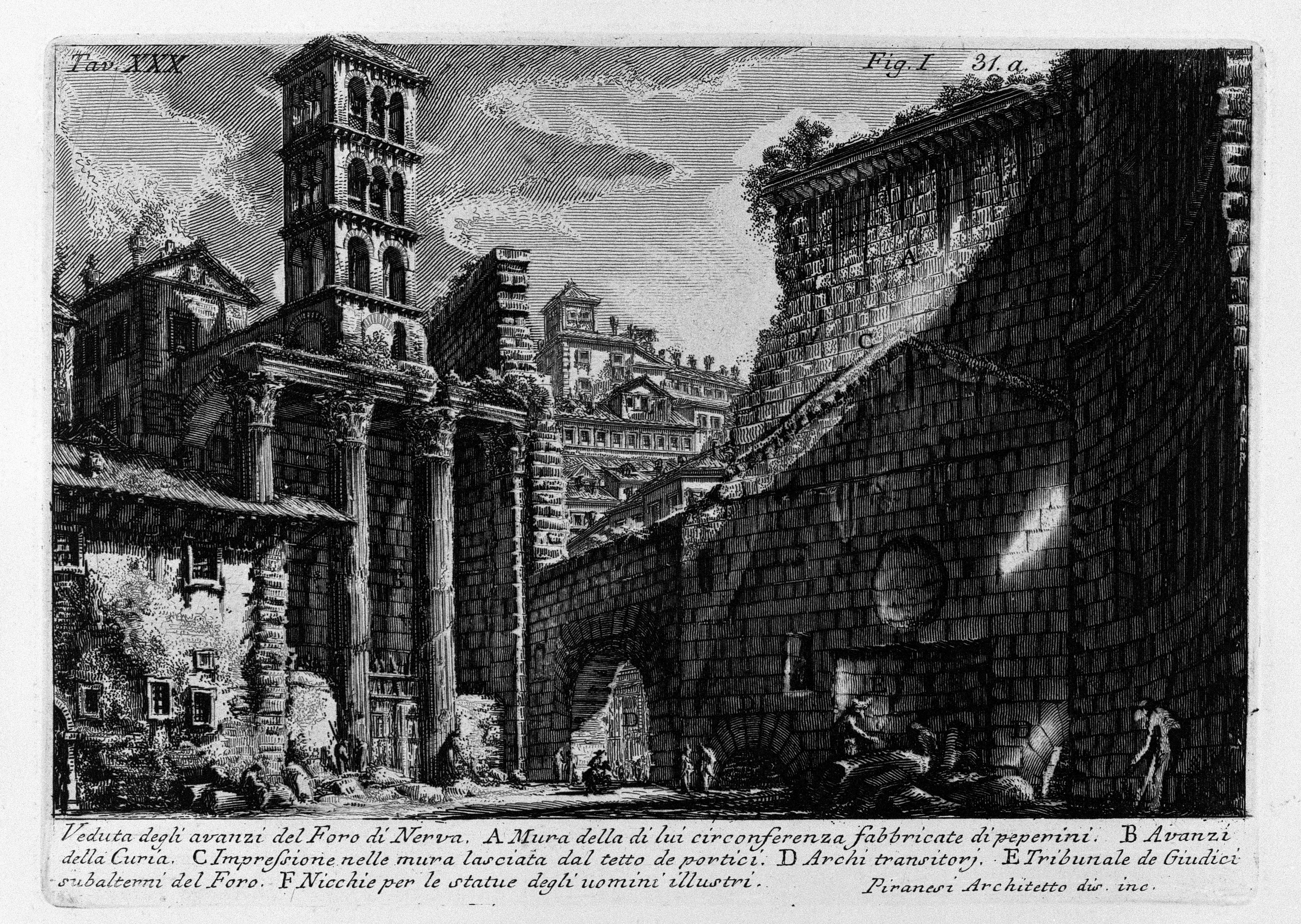
Le temple de Mars, avec le campanile des Basiliani et l'Arc dei Pantani, dans une vue de Piranèse de 1756. À noter : le nom de Forum de Nerva.

Le haut du Forum d'Auguste et le temple de Mars s'étaient effondrés, du moins en partie, par des tremblements de terre au Ve siècle ; les espaces souterrains et les ruines qui ont été trouvés ont été identifiés, au cours du Moyen Âge, sous différents noms, souvent approximatifs : forum transitoire, forum de Nerva et forum de Saint-Basile, pour l'espace du Forum, et Palatium Traiani Imperatoris ou temple de l'empereur Nerva, pour le temple de Mars Ultor. Le nom de forum de Saint-Basile, est une référence au début des campements médiévaux dans le forum, qui comprenaient une petite église dédiée à saint Basile et son monastère, construit au IXe siècle par les moines basiliens sur le podium du Temple de Mars Ultor et sur l'exèdre au nord du Forum.
L'église des Basiliens était un petit oratoire, construit dans l'abside du temple de Mars, qui était initialement destiné à l'usage du monastère. On ne sait pas quand l'église a également été dotée d'un clocher.
L'ensemble monastique des Basiliens est considéré comme l'un des 20 monastères de Rome dans le catalogue de Pietro Mallio, écrit au XIIe siècle.

### Prieuré hospitalier
À partir du XIIIe siècle, l'église et le monastère Basiliens entrent en possession de Hospitaliers de l'ordre de Saint-Jean de Jérusalem.
Avec la dispersion des Templiers, les Hospitaliers ont hérité des fonctions et d'une grande partie de leurs propriétés, et, en 1312, le Prieuré de l'ordre romain s'installe définitivement à Saint Basile. Le plus ancien inventaire des biens de l'Ordre remonte à 1334 (le Liber Prioratus Urbis, S. Johannis Jerosol.). Il est intéressant de noter que le prieuré comprend également 3 pharmacies et 23 maisons dans les environs, entre la tour des Conti et la tour des Milices, ce qui est cohérent avec la logique immobilière-militaire de l'époque, qui avait tendance à regrouper édifices civils et constructions religieuses entre des châteaux surveillant le territoire environnant.
De grandes modifications ont eu lieu lorsque le prieur de l'Ordre, Giovanni Battista Orsini a affecté comme administrateur avec de larges pouvoirs, Marco Barbo, cardinal et neveu du pape Paul II. Le cardinal a procédé, entre 1467 et 1470, à une restructuration radicale qui a donné à l'édifice l'aspect qu'il conserve encore aujourd'hui: il sera restauré avec la démolition du quartier Alessandrino dans les années trente et les restaurations successives.
Le nouveau bâtiment utilise les structures d'une œuvre monumentale, appelée la terrasse de Domitien par les timbres sur les briques qui ont été identifiés et accueille l'église San Giovanni Battista dei Cavalieri di Rodi .
Les travaux ont été exécutés en même temps que la construction du proche palais de Paul II (ou palais de Venise), en employant sans doute, au moins en partie, les mêmes travailleurs. L'œuvre a été menée avec de grands moyens et le goût du XVe siècle, que l'on peut voir dans les fenêtres (très similaires à celles du Palazzo Venezia) et la grande loggia, ainsi que sur les murs ornés de fresques avec des images de jardins.

### Couvent des dominicaines Néophytes
L'avancée des Ottomans et de la perte de l'île de Rhodes en 1522 ont réduit les moyens et les biens de l'Ordre à Rome. En 1566, un siècle après les travaux de Paul II, le « cardinal - neveu » du pape Pie V, Michele Bonelli, transfère le siège du Prieuré sur la colline de l'Aventin. Il lance à partir de la zone du Forum d'Auguste, très central, une vaste opération immobilière et, avec la remise en état du marais, qui l'a occupé, il redonne vie à ce nouveau quartier, qui occupe l'espace entre le mur de la Suburre et le pied du Capitole, et dont il prit le nom.
Puis le pape Pie V a installé dans l'ancien prieuré un monastère de dominicaines néophytes.
Le clocher a ensuite été démoli pour des raisons de stabilité, non sans controverse, tout comme le bâtiment de culte, en 1838. Les sœurs y sont restées jusqu'en 1924, année où elles ont été transférées dans le nouveau couvent de san Martino ai Monti.

### Restauration
Le couvent fut démoli à son tour dans les années 1930, et le bâtiment est devenu la propriété de la municipalité de Rome, qui l'a fait restaurer entre les années 1940 et 1950, puis l'a réaffecté juste après la guerre, à l'ordre souverain de Malte.

## Description

### Salle des drapeaux orientée vers les forums

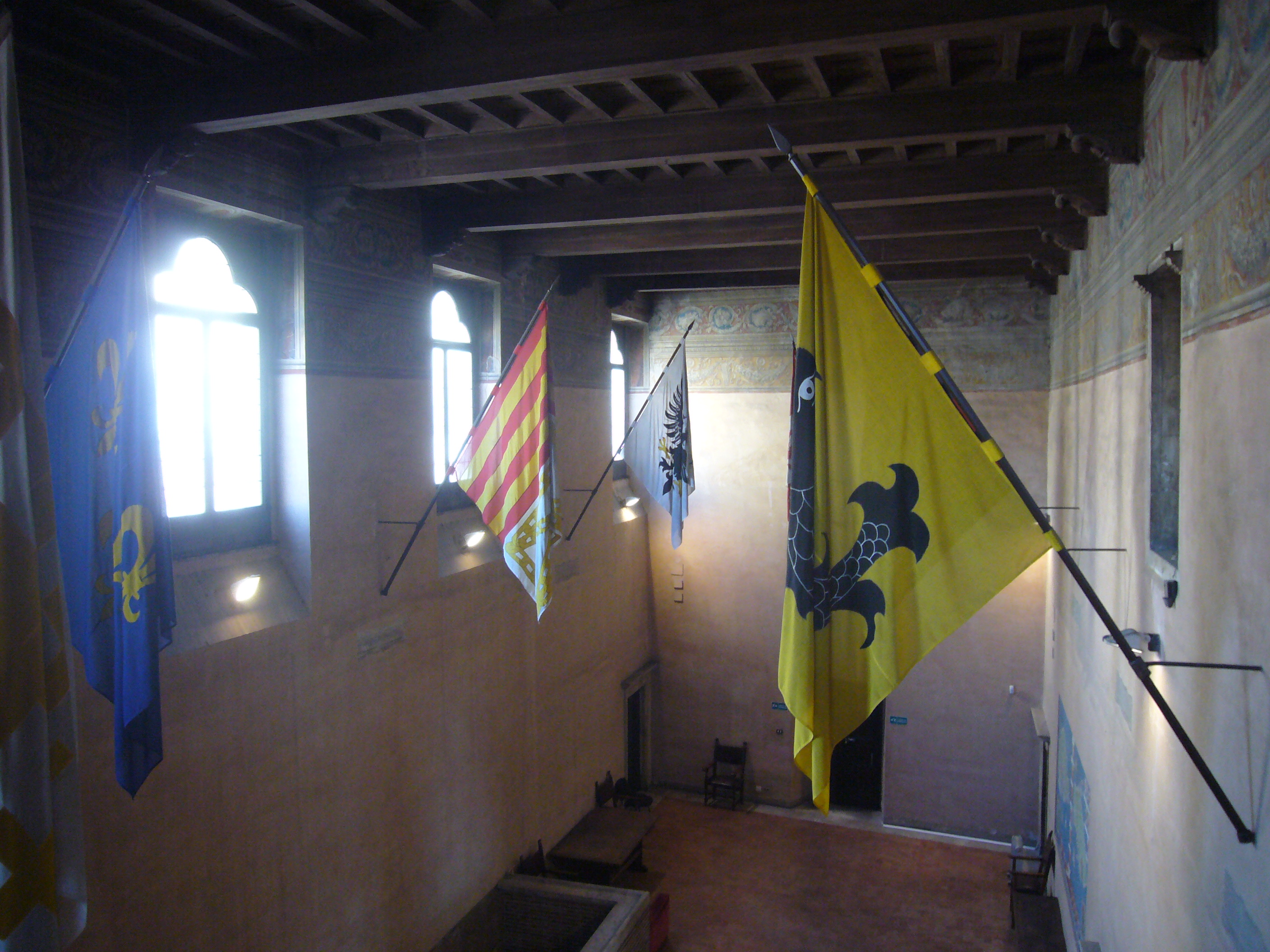
Salle des drapeaux

### Loggia

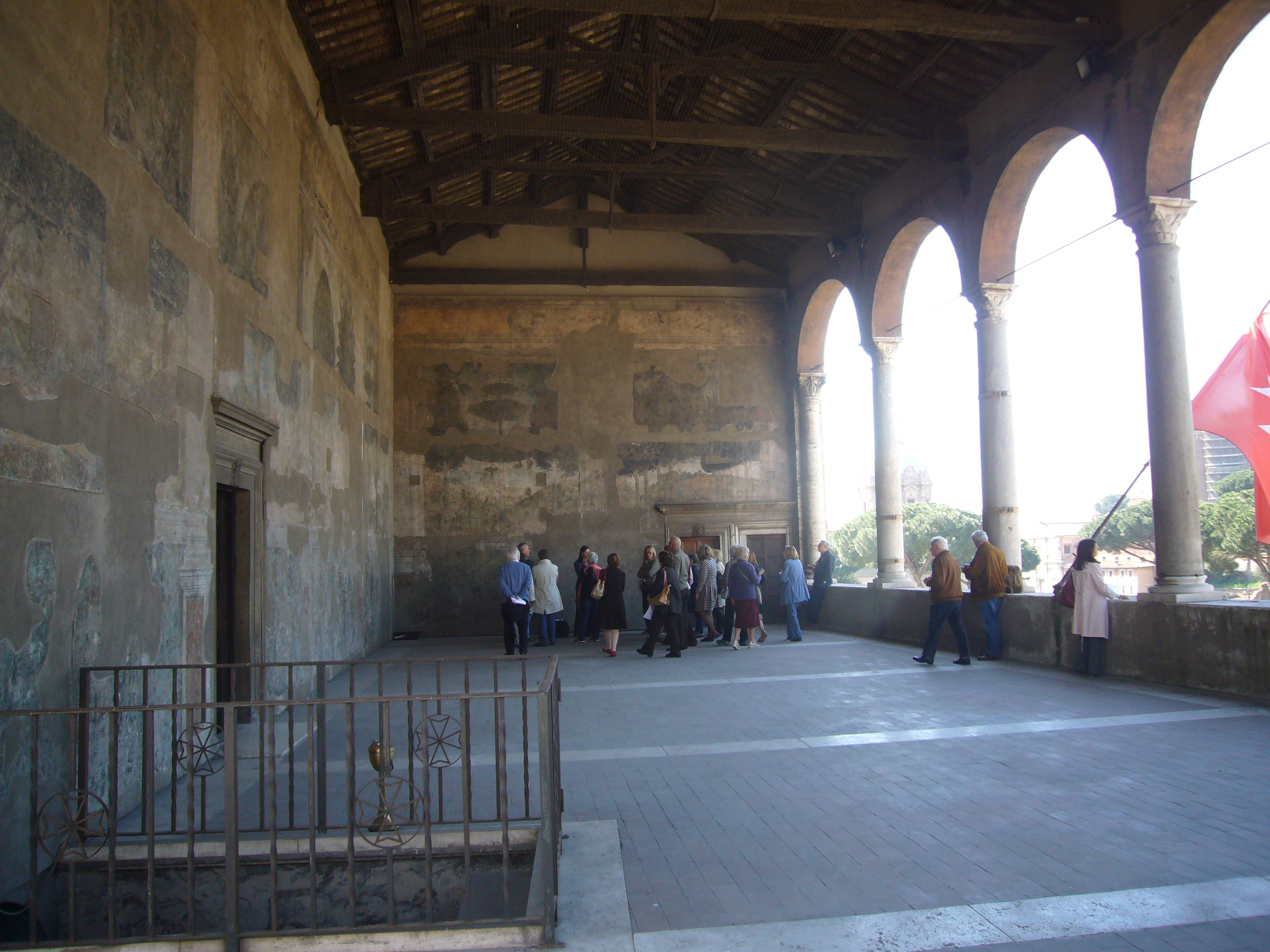
Loggia à fresques
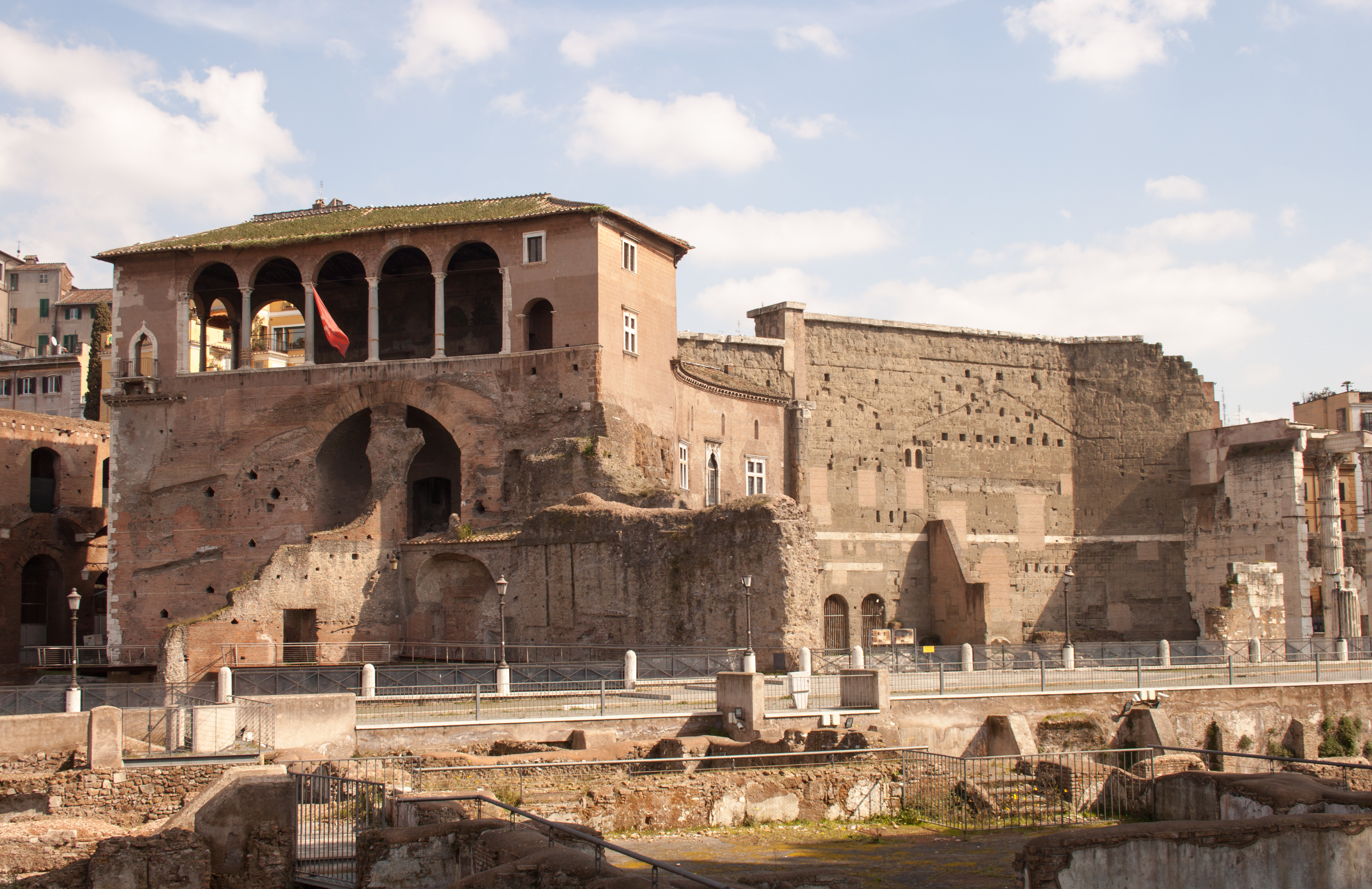
La Maison des chevaliers de Rhodes, vue du forum
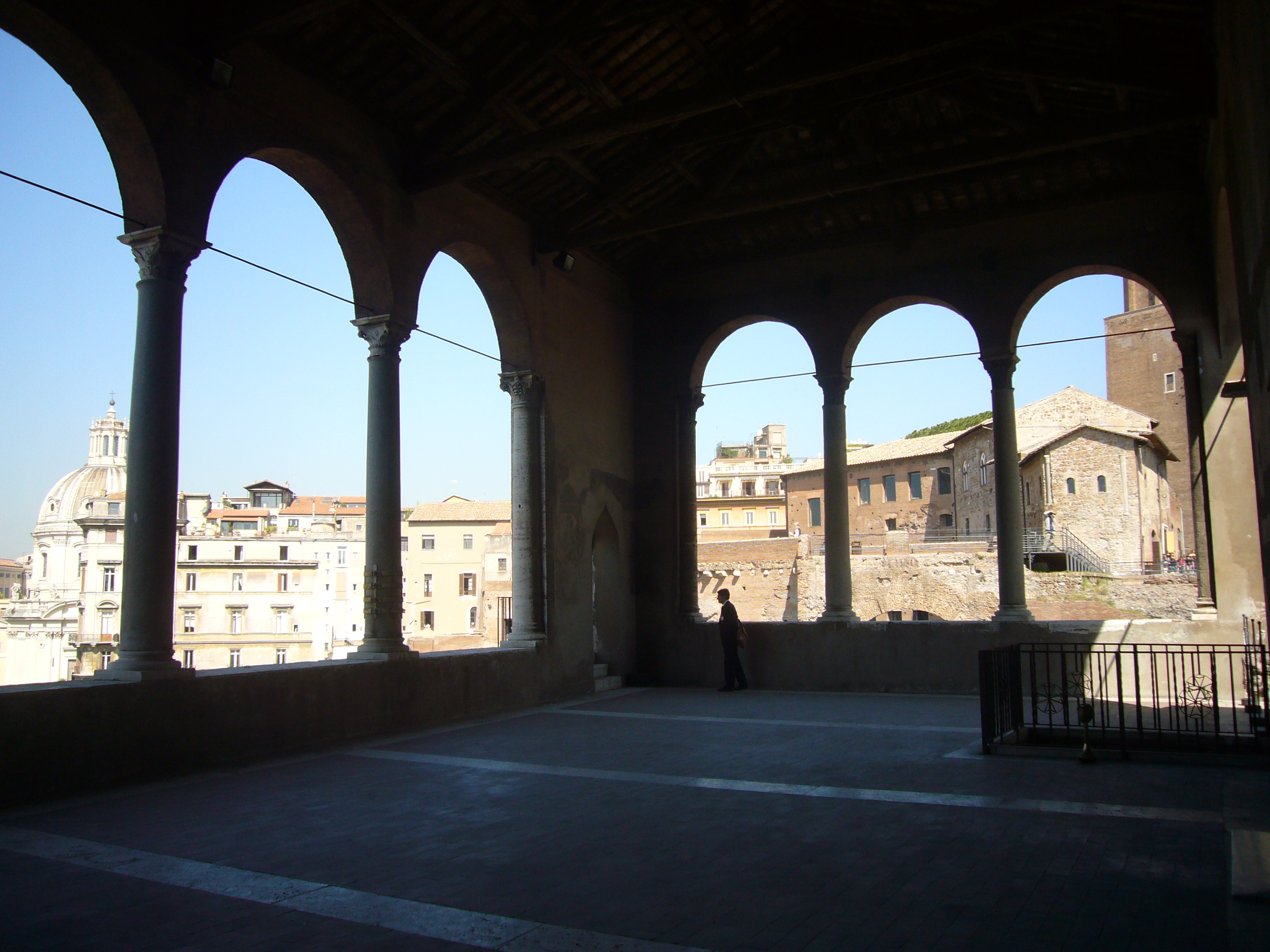
Les arcades de la Loggia, du XVe siècle
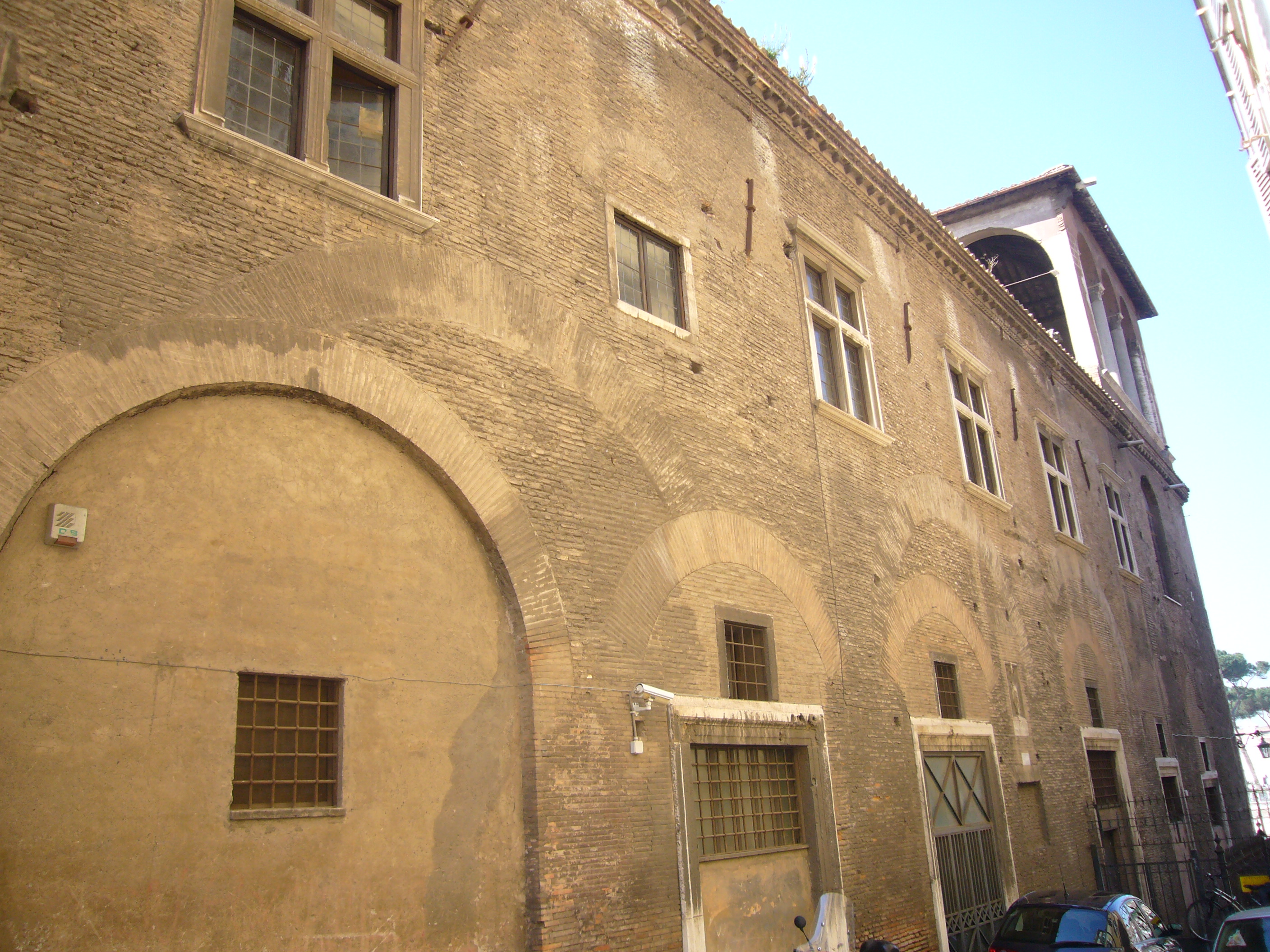
Façade côté rue : les fenêtres médiévales au 1er étage, et les anciennes arcades sur la rue (bouchées)
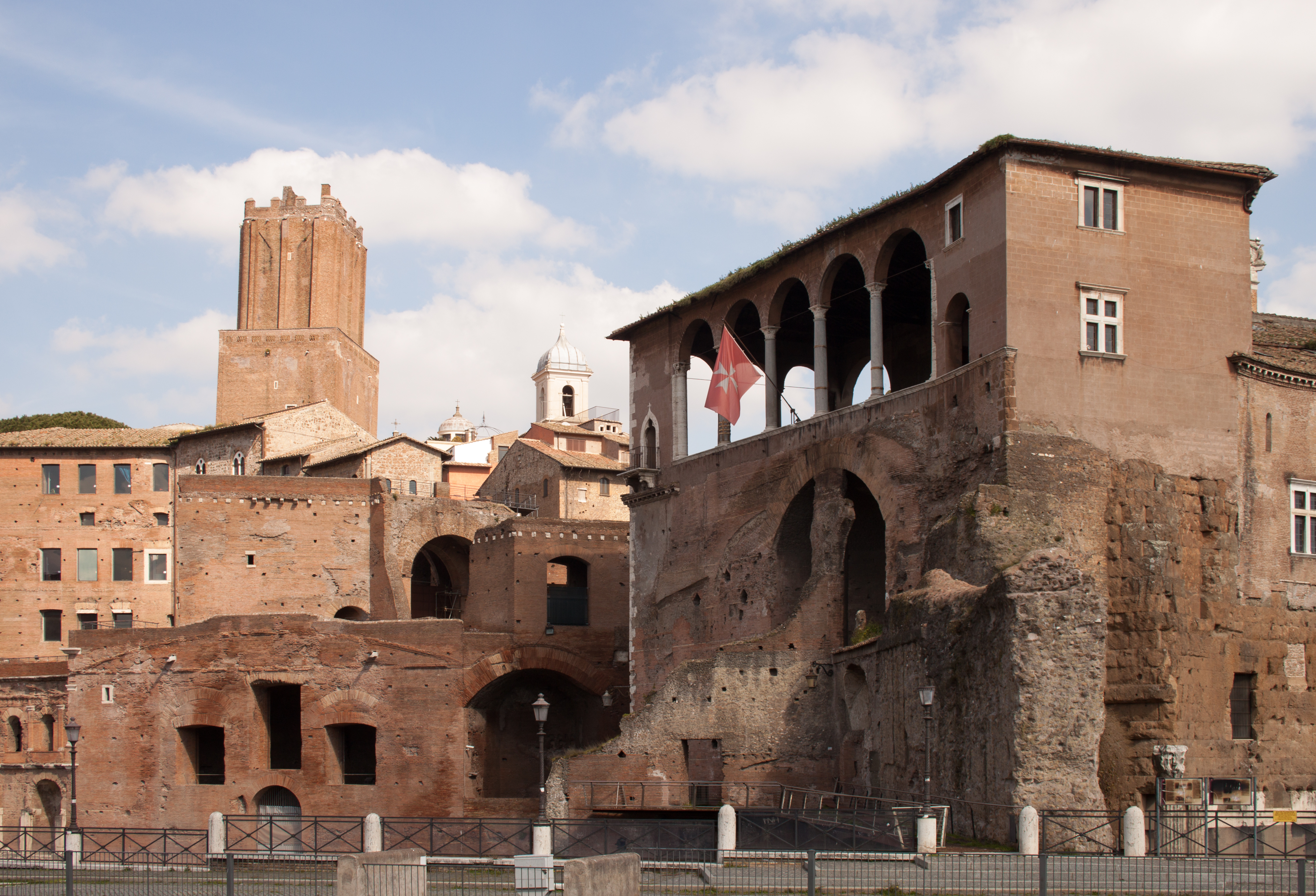
Vue, avec la tour des milices au fond